# Sint-Martinuskapel (Westmalle)

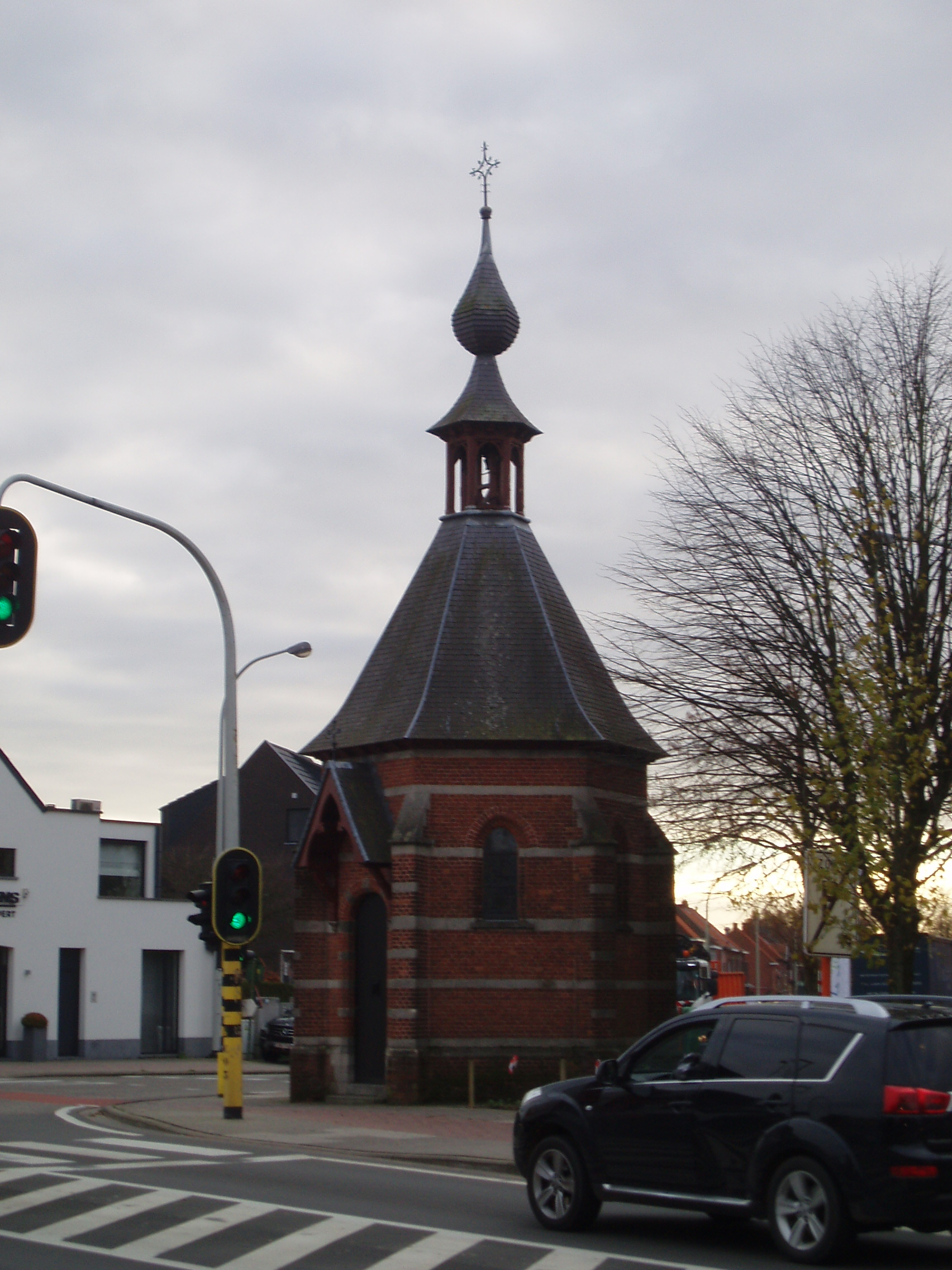
Sint-Martinuskapel

De Sint-Martinuskapel is een kapel in de tot de Antwerpse gemeente Malle behorende plaats Westmalle, gelegen aan de Antwerpsesteenweg 245.
Deze kapel, in neogotische stijl, werd gebouwd in 1905. Dit zou de plaats zijn waar tot in de 15e eeuw de oorspronkelijke kerk had gestaan.
Het zeshoekige kapelletje is gebouwd in baksteen met banden van Euvillesteen. De kapel wordt gedekt door een hoog met leien bedekt tentdak, bekroond met een klokkentorentje en een peervormige spits. Het opvallende kapelletje heeft een viertal glas-in-loodramen.